# アントーニン・プロハースカ

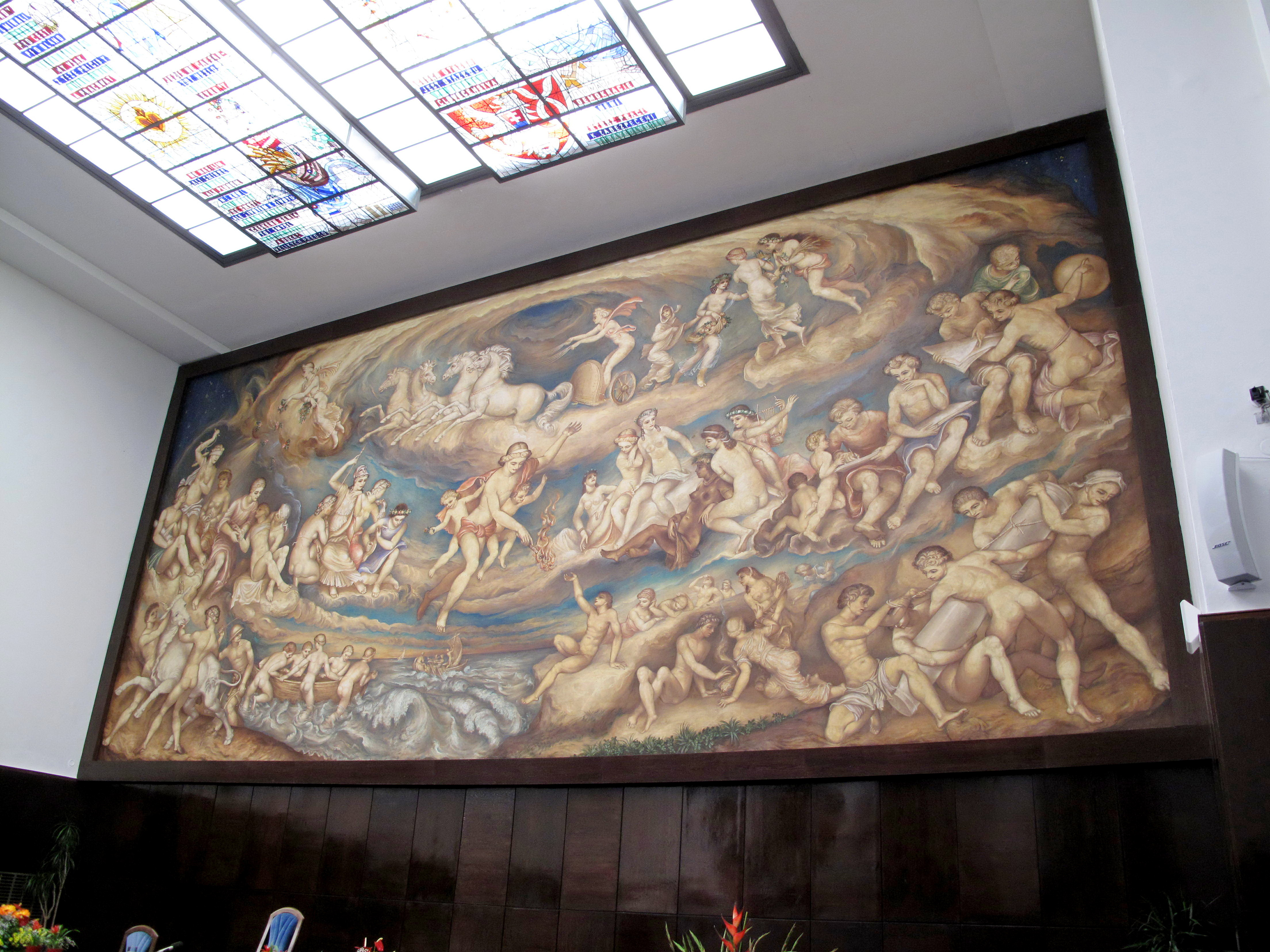
プロハースカ作のマサリク大学壁画

アントーニン・プロハースカ（Antonín Procházka、1882年6月5日 - 1945年6月9日）はチェコのモダニズムの画家、版画家である。

## 略歴
現在のチェコ、南モラヴィア州、ビシュコフ郡のヴァジャニ(Vážany、当時はオーストリア＝ハンガリー帝国)で生まれた。クロムジーシュ(Kroměříž)の高校で学んだ後、1902年から1904年の間は ディーチ(Emanuel Dítě)が教える商業美術の学校で学び、その後1906年までプラハの美術アカデミーでヴラホ・ブコヴァッツや ハヌシュ・シュワイガー(Hanuš Schwaiger)、マクス・スヴァビンスキー(Max Švabinský)らに学んだ。
イタリアとベルリン、オランダやパリ、南フランスを旅して修行し、1907年にエミール・フィラやボフミル・クビシュタ、Emil Artur Pittermann、Otakar Kubín、Bedřich Feigl、Max Horb、 Willi Nowakらと芸術家集団「オスマ(Osma)」を結成した。彼らとキュビスムやフォーヴィスムといった新しい美術のスタイルを実践し、フィラらとベルリンで、1913年に開かれた大規模な前衛画家の展覧会、「Erster Deutscher Herbstsalon（最初のドイツ秋季展）」に招待され、キュビスムのスタイルの静物画を出展した。
1910年から1921年の間は、オストラヴァで美術教師として働いた。1911年に結婚した。1921年から1924年の間はノヴェー・ムニェスト・ナ・モラヴィエ(Nové Město na Moravě)で働き、1924年からはブルノの高校の美術教師をしながら画家として働いた。1938年に、マサリク大学の装飾画を描いた。 ドイツによるチェコスロバキア占領中には、カレル・ヤロミール・エルベンの詩集の挿絵を描いた。
1909年から1911年の間と1923年から1929年の間、プラハのマーネス美術協会(Spolek výtvarných umělců Mánes）の会員であった。
1945年にブルノで亡くなった。1946年にチェコスロバキア社会主義共和国政府から「národním umělcem（国民画家）」の称号を贈られた。

## 作品

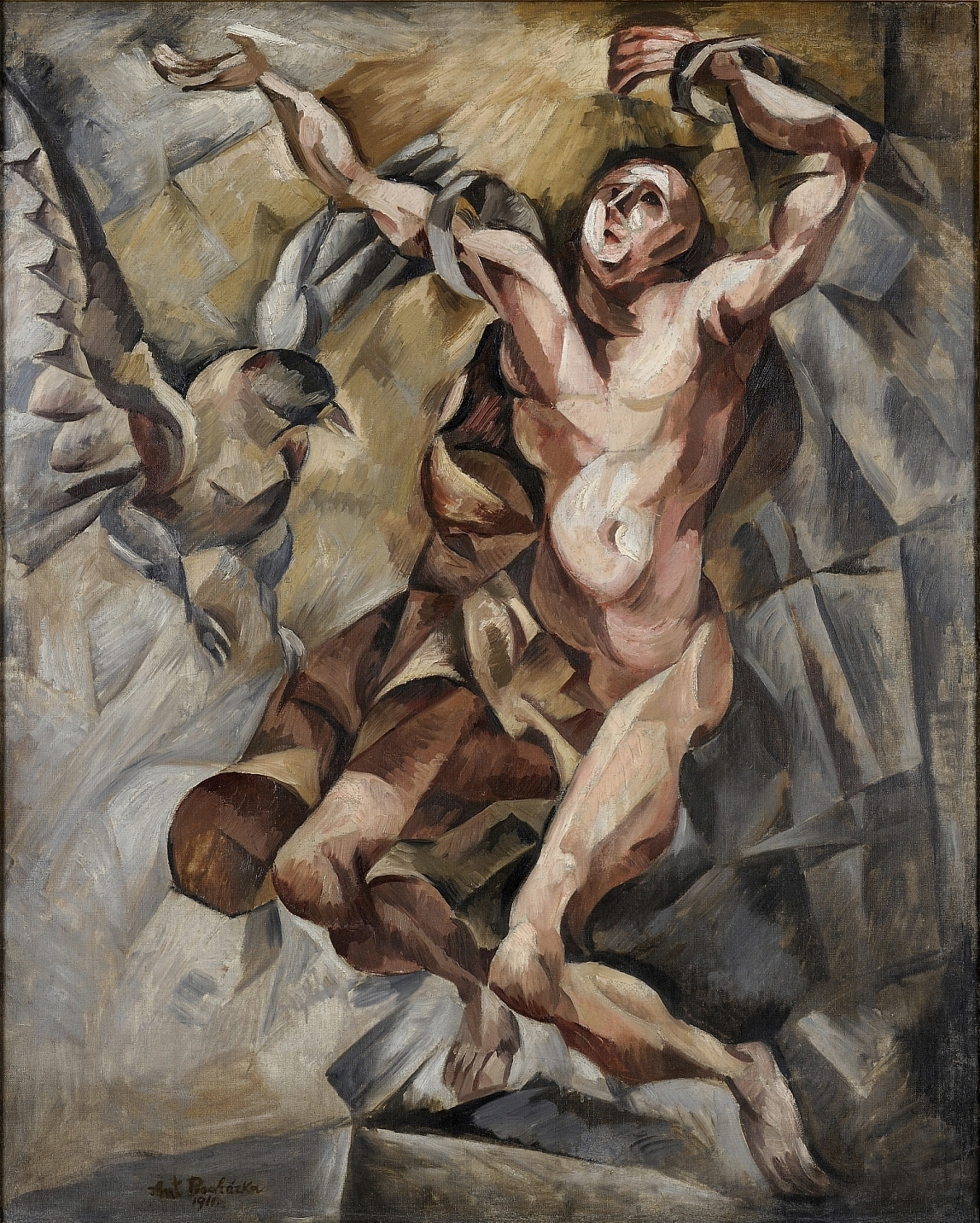
プロメーテウス
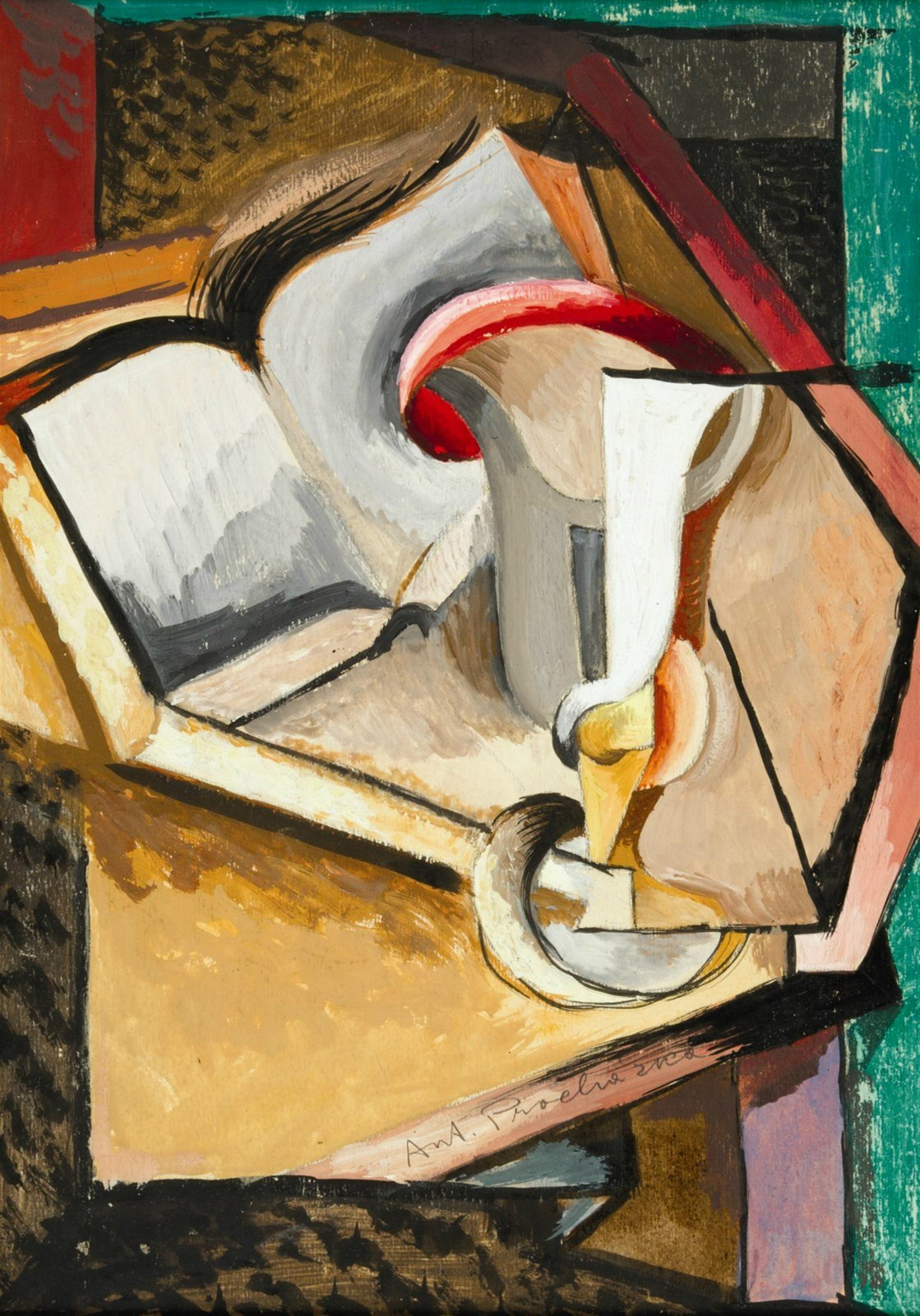
カップと本のある静物画(1915)
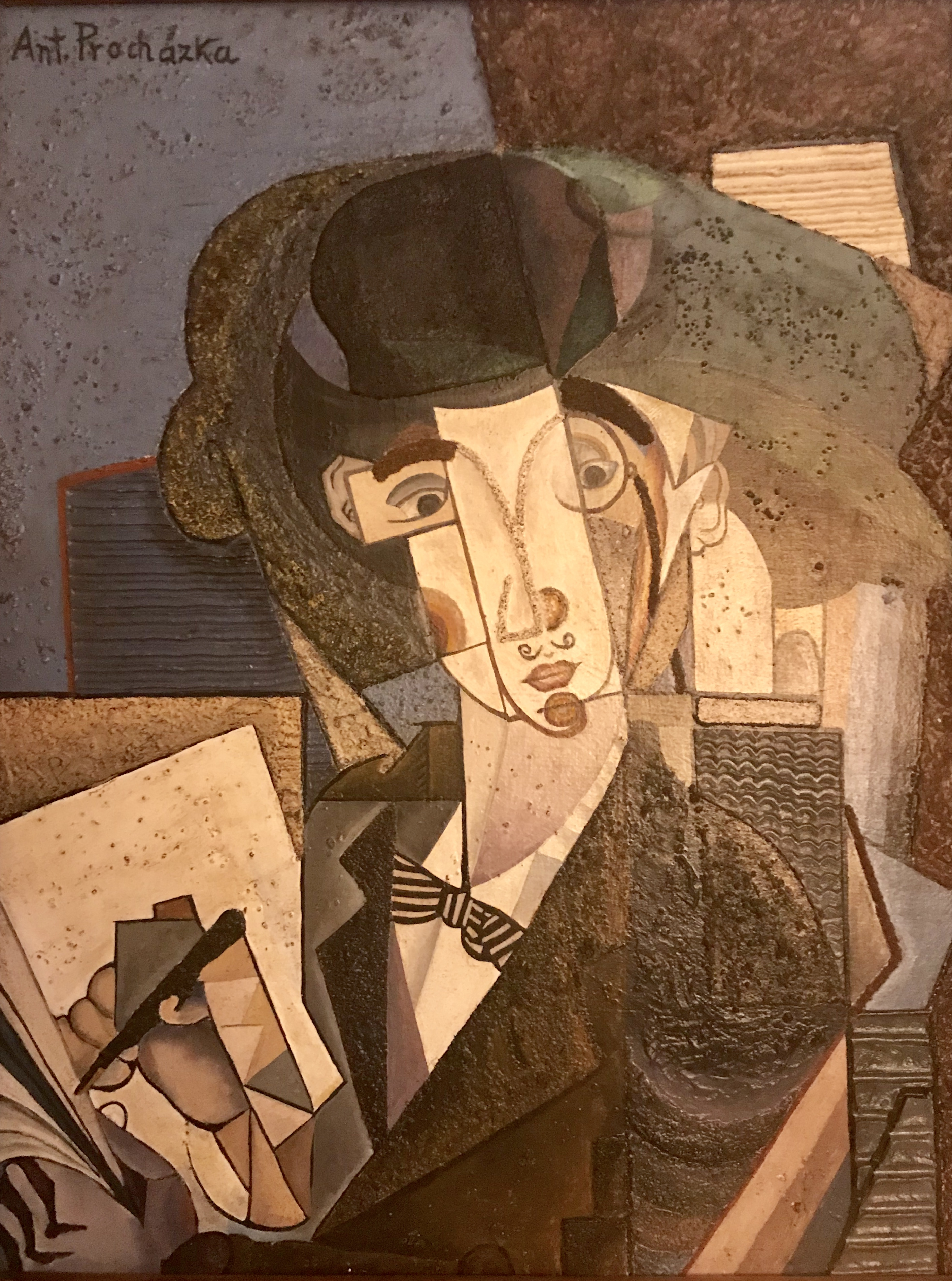
帽子をかぶった男
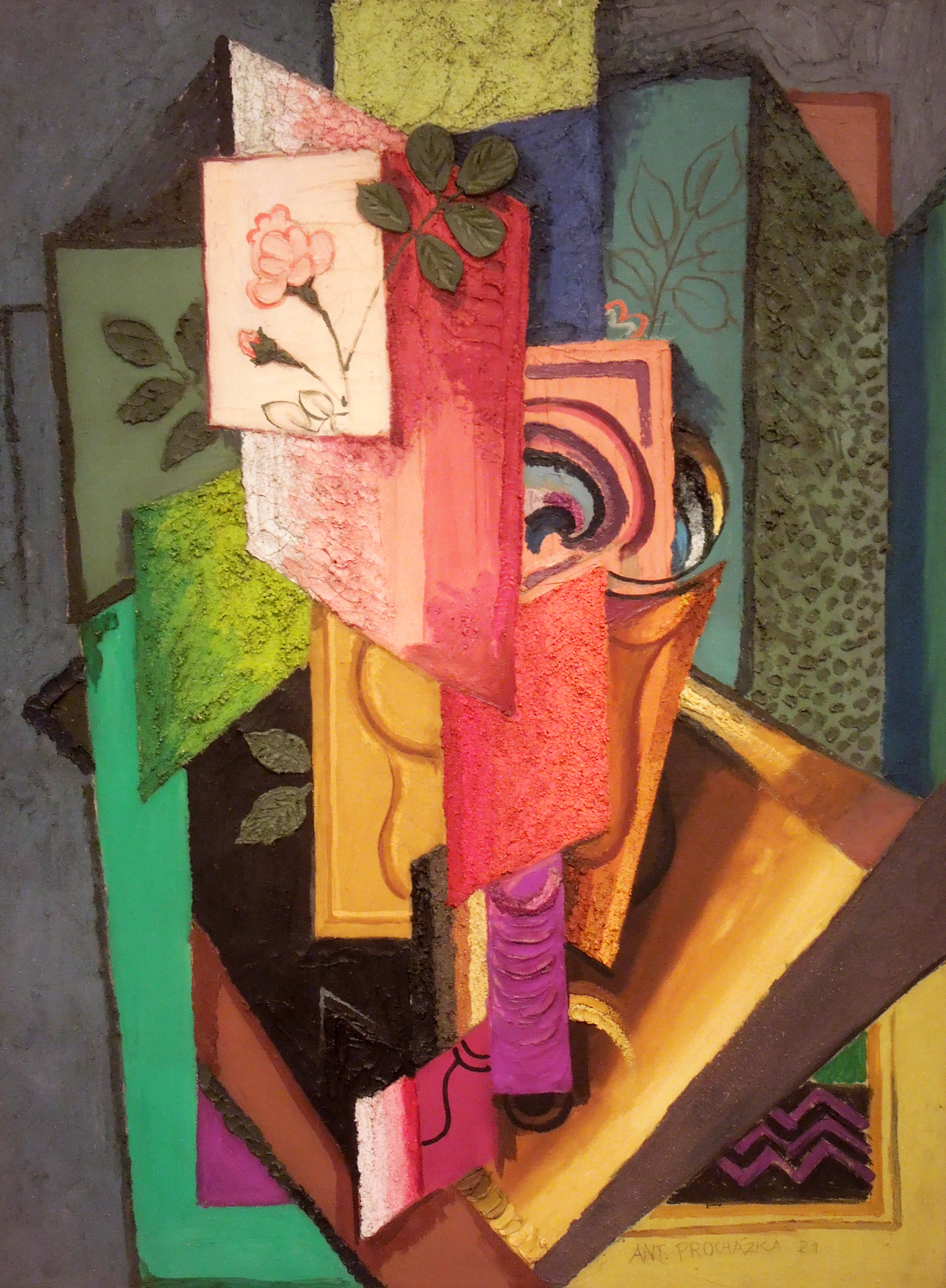
静物画(1921)